# Pfarrkirche St. Rupert (Oberrüti)

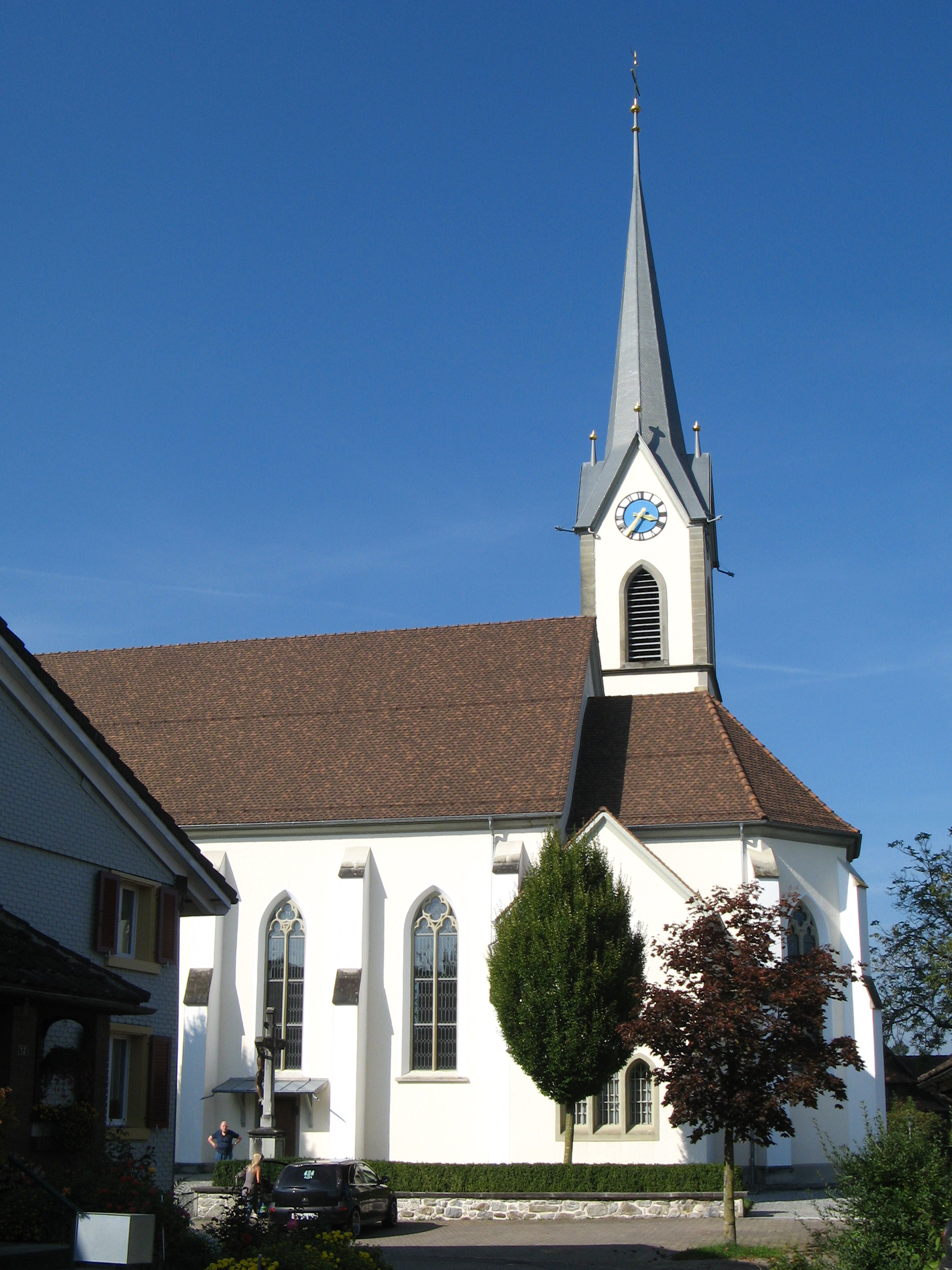
Pfarrkirche St. Rupert

Die Pfarrkirche St. Rupert ist die römisch-katholische Pfarrkirche von Oberrüti im Kanton Aargau. Das Gebäude im neugotischen Stil entstand in den 1860er Jahren, die Geschichte der Pfarrei reicht jedoch bis ins 13. Jahrhundert zurück.

## Geschichte
Stifter der erstmals im Jahr 1275 erwähnten Kirche waren die Herren von Hünenberg, die damals im Besitz der Grund- und Twingherrschaft über Oberrüti waren. Die Kollatur gelangte 1415 in den Besitz des Luzerner Bürgers Ulrich von Hertenstein, der sie 1442 dem Kloster Kappel überliess. Von 1498 bis 1798 besass die Stadt Zug Herrschaft und Kollatur. Vor 1584 wurde der Kirchturm umgebaut, 1602 auch der Chor. Trotz der Verlängerung des Kirchenschiffs und dem Anbau einer Sakristei in den Jahren 1773/74 erwies sich die Kirche mit der Zeit als zu klein.
1858 beschloss die Ortsbürgergemeinde einen Neubau und wählte eine Baukommission. 1862 genehmigte die Ortsbürgergemeinde zunächst einen Entwurf von Joseph Caspar Jeuch im byzantinischen Stil, wobei der aargauische Kantonsbaumeister Carl Rothpletz einige Veränderungen vorschlug. Der damalige Pfarrer Jakob Stammler lehnte jedoch den Entwurf aus ästhetischen Gründen ab. Den Zuschlag erhielt schliesslich der Mainzer Dombaumeister Ludwig Metternich, dessen neugotischer Entwurf auf Zustimmung stiess. Die Bauleitung hatte Wilhelm Keller inne, die Kosten betrugen sich auf insgesamt 71'429 Franken. Am 25. Oktober 1865 erfolgte die Einweihung, 1883 erhöhte man den Turm. 1927 nahm man eine Innenrenovation vor, wobei man die obere Empore abbrach; 1956 folgte eine Aussenrenovation.

## Bauwerk

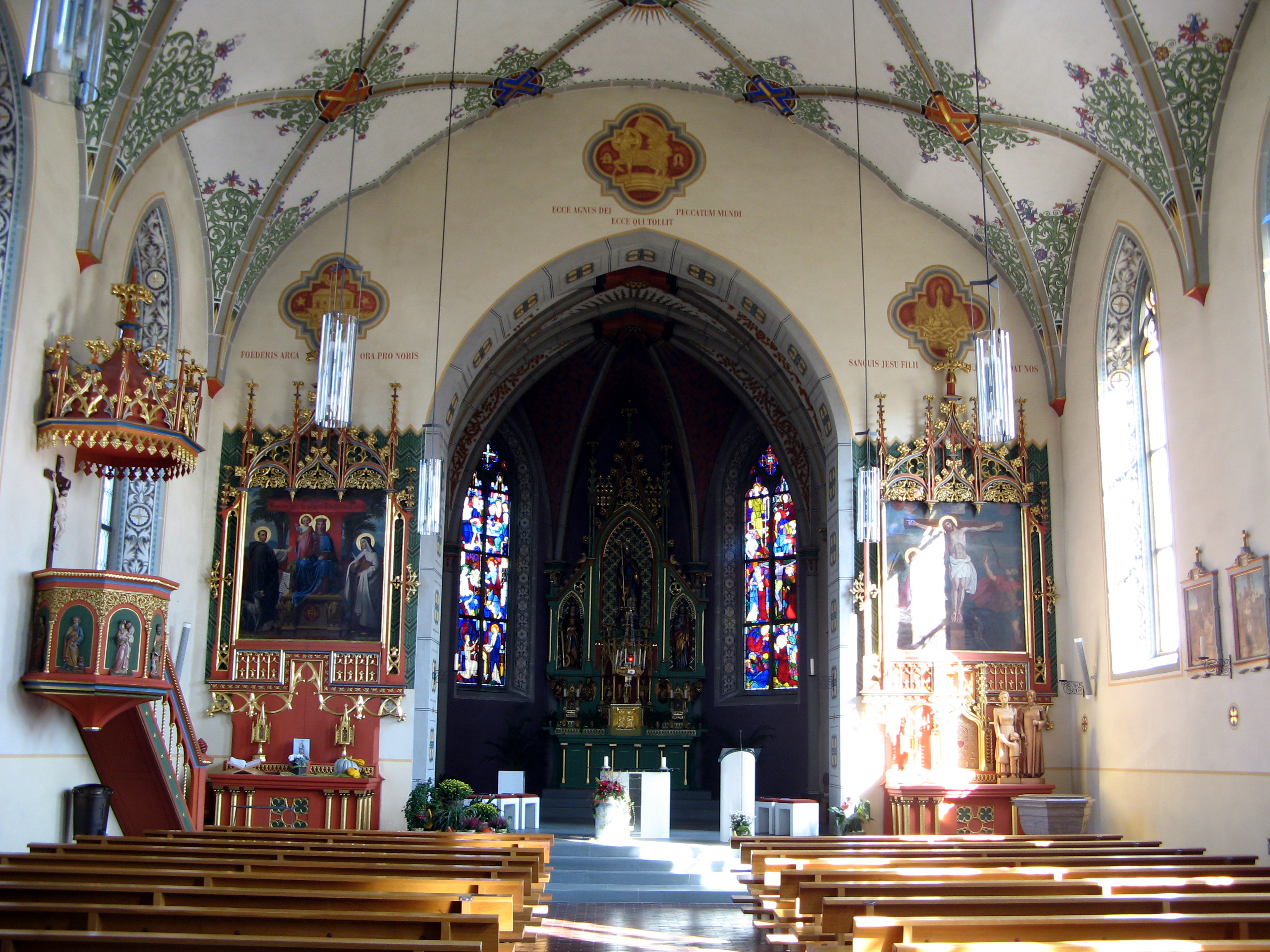
Innenansicht

Von den Grössenverhältnissen abgesehen, entspricht der Grundriss der Disposition des Vorgängerbaus: Auf die kurze Vorhalle folgen das Kirchenschiff und der eingezogene polygonale Chor, der im Norden vom Turm und im Süden von der Sakristei flankiert wird. Flache Strebepfeiler gliedern die Aussenfassade, durchbrochen von zweiteiligen Spitzbogenfenstern mit hochgotischem Masswerk. Weitere Strebepfeiler umrahmen und unterteilen die dreiteilige Arkade der Vorhalle, darüber ragen drei gestaffelte Lanzettfenster in den Giebel. Von der alten Kirche blieb der spätgotische Turm übrig, mit vier Uhrengiebeln zwischen dem traditionellen Spitzhelm. Die vier Glocken fertigte die Aarauer Giesserei H. Rüetschi im Jahr 1883, die grösste wurde 1910 und 1928 umgegossen.
Im Innern überspannt ein im Jahr 1927 angebrachtes rippenloses Netzgewölbe das geräumige Kirchenschiff, darüber ist Metternichs ursprüngliche Holzdecke zu erkennen. Der Chor wiederum besitzt ein Kreuzrippengewölbe. Die Ausstattung ist aus bemaltem und sparsam vergoldetem Holz gefertigt. Der Hochaltar besteht aus drei gestaffelten Spitzbogennischen, in denen sich Statuen der Heiligen Rupert, Katharina und Josef von Nazaret befinden. Die Seitenaltäre bestehen aus einem hohen, flachen Unterbau, quadratischen Bildern (gemalt von Joseph Balmer) und durchbrochenem Gesprenge.
Die Orgel ist ein Werk der Firma Walter Graf in Sursee aus dem Jahr 1984 mit 20 Registern.